# Framåtskridandet och fattigdomen
Framåtskridandet och fattigdomen - En undersökning af orsaken till de industriella kriserna och fattigdomens tillväxt jemsides med tillväxande rikedom (originaltitel: Progress and Poverty: An Inquiry into the Cause of Industrial Depressions and of Increase of Want with Increase of Wealth: The Remedy) är en år 1879 utgiven bok skriven av den amerikanska filosofen och ekonomen Henry George. 
Verket avhandlar frågan om varför fattigdom tenderar att följa teknologiska och ekonomiska framsteg. George använder historiska analogier och deduktiv logik och argumenterar att orsaken till ökande fattigdom vid ökad produktivitet är att jord (i bemärkelsen alla naturresurser och geografiska lägen) monopoliserats. Avkastningen från ökad produktivitet absorberas därför av ökande jordränta, istället för att tillfalla löner eller ränta. Monopolet på jord med stigande jordräntor leder också till spekulation på mark, vilket genererar konjunkturcykler och ekonomiska depressioner. Som en lösning på detta problem argumenterar George för införandet av en fullständig markvärdesavgift. Ekonomiskt är marknadsvärdesavgiften önskvärd då den som en skatt på ett monopol inte orsakar någon dödviktsförlust och är svår att undvika genom skatteplanering eller skatteflykt, då jord är fast egendom som inte går att flytta utomlands. Den är också progressiv då skattebördan enbart läggs på de som äger land. Skatten är dessutom rättvis då jorden inte skapats av någon och därför rätteligen tillhör alla jämlikt. George argumenterar också för att andra skatter så som inkomstskatt, skatt på kapital, samt tullar är orättvisa och ineffektiva och därför bör avskaffas. 
Verket utgavs först år 1879 och översattes till svenska år 1884. Boken var Georges första och kom att sälja miljontals exemplar. Den var under 1890-talet den näst bäst säljande boken i världen efter bibeln och gav upphov till en global reformrörelse kallad Georgism. Bland framträdande personer som anammade bokens budskap var Winston Churchill, John Dewey, Albert Einstein, Aldous Huxley, Bertrand Russell, Leo Tolstoy och Woodrow Wilson. Föregångaren till sällskapsspelet Monopol, The Landlord's Game, skapades 1904 av Georgisten Elizabeth Magie för att illustrera Georges filosofi.